# H3+
H3+ è il quinto album in studio del cantautore italiano Paolo Benvegnù, pubblicato nel marzo 2017.

## Tracce
1. Victor Neuer – 3:49
2. Macchine – 5:55
3. Goodbye Planet Earth – 4:25
4. Olovisione in parte terza – 4:47
5. Se questo sono io – 4:20
6. Quattrocentoquattromila – 4:46
7. Boxes – 4:39
8. Slow Parsec Slow – 4:47
9. Astrobar Sinatra – 4:02
10. No Drinks No Food – 4:07